# Natalie Moszkowska
Natalie Moszkowska (Varsavia, 1º maggio 1886 – Zurigo, 26 novembre 1968) è stata un'economista e politica polacca.

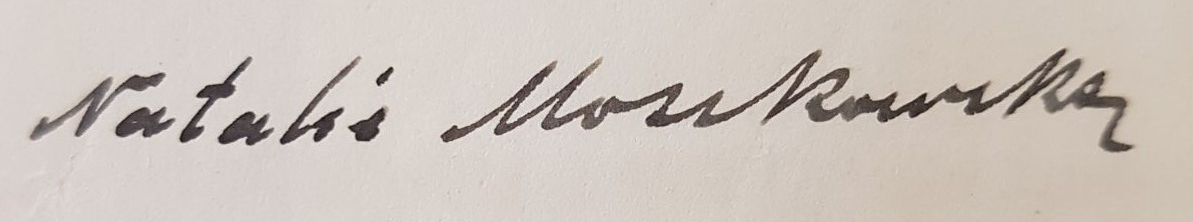
Firma di Moszkowska

Natalie Moszkowska è un'economista socialista che ha contribuito significativamente alla teoria marxista del valore e delle crisi, al concetto di capitale monopolistico e all'interpretazione economica della spesa per la difesa.

## Biografia
Natalie Moszkowska è nata il 1 maggio 1886 a Varsavia. I suoi genitori sono Alexander Moszkowski ed Eveline Juhwihler. Fu membro del Partito socialdemocratico polacco. Nel 1900, in seguito alle persecuzioni del governo zarista, Natalie emigra dall'impero russo verso la Svizzera, dove inizia i suoi studi all'Università di Zurigo. Il 18 luglio 1914 ottiene un dottorato oeconomiae publicae presso l'Università di Zurigo sotto la direzione di Heinrich Sieveking. Scrive la sua tesi di dottorato sulla cassa di risparmio dei lavoratori nelle industrie del carbone e dell'acciaio in Polonia. Come affermato nella sua tesi, lavorò basendosi su documenti russi, ai quali avrebbe avuto accesso durante il suo ultimo soggiorno nel reame di Polonia nel 1911. Alla fine del 1918, nel contesto della Rivoluzione di ottobre del 1917 e la "Rivoluzione di novembre" del 1918, allora in atto in Germania, le autorità svizzere sospettano che Natalie Moszkowska sia un "agitatrice al servizio del bolscevismo". Poiché Moszkowska e Leiba Chaim Kaplan si fermarono più a lungo del previsto all'Alpenhotel di Weesen-Amden, in Svizzera, i polizia cantonale di San Gallo fu incaricata di sorvegliare la "coppia russa", che "riceveva frequentemente posta raccomandata".
Al più tardi nel 1923, si trasferisce a Zurigo, dove lavora come tutrice e scrive per la stampa sindacale e socialista. Non si è mai sposata. Pubblica altri tre libri e numerosi articoli, partecipa attivamente ai dibattiti sulle questioni economiche del Partito socialista svizzero, di cui è membro. Mantiene inoltre contatti da Zurigo con la comunità scientifica internazionale (ad esempio con Maurice Dobb [3][3][3][3][3][./Natalie_Moszkowska#cite_note-3 ], Adolf Lowe o Edgar Salin). Morì il 26 novembre 1968.

## Libri pubblicati

### Das Marxsche System (1929)

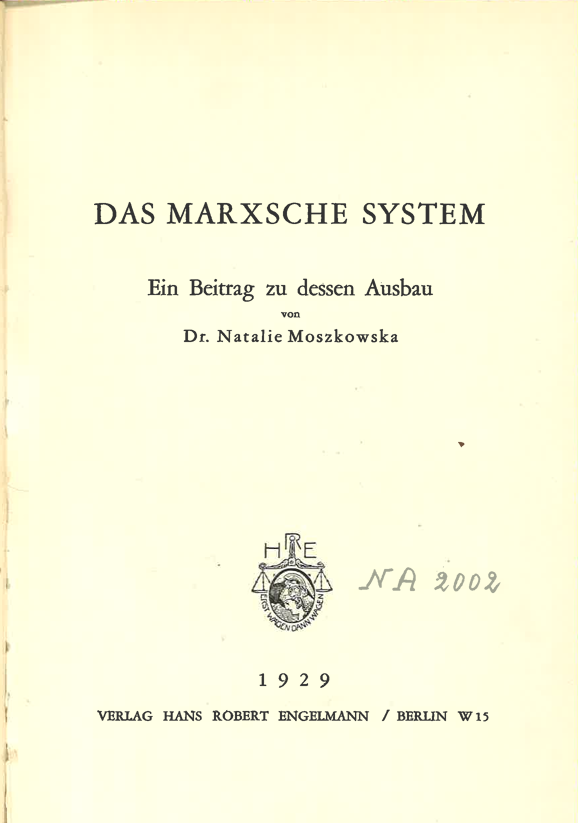
Pagina di frontespizio di Moszkowska (1929). Das Marxsche System. Ein Beitrag zu dessen Ausbau

Il primo libro di Moszkowska dopo la sua tesi, Das Marxsche System (in italiano, il sistema marxista) è stato pubblicato nel 1929 dall'editore berlinese Robert Engelmann. La prima parte del libro cominciò con una difesa della teoria del lavoro socialmente necessario in una prospettiva vicina a quella di Ladislaus von Bortkiewicz, utilizzando un numero insolitamente elevato di esempi numerici della trasformazione dei valori in prezzi di produzione.
Delle similitudini con Bortkiewicz sono anche apparenti nella seconda parte del libro, dove critica il trattamento di Marx dell'abbassamento del saggio di profitto nel volume III del Capitale. Moszkowska sostiene che i capitalisti non introdurranno una nuova macchina a meno che economizzi tanto quanto il lavoro rimunerato che ne costa per produrla. Ciò significa che tutti i progressi tecnologici aumentano la produttività del lavoro; il loro effetto sul tasso di profitto dipende dall'aumento della produttività via l'aumento della quantità di mezzi di produzione per lavoratore. Moszkowska ha il grande merito di avere descritto, (sebbene con un'analisi tecnica difettosa) ciò che sarà più tardi conosciuto sotto il nome di teorema di Okishio: le innovazioni sostenibili che riducono il tasso di profitto sono associate ad un rialzo degli stipendi reali. Conclude che la teoria dell'abbassamento del tasso di profitto non deve essere interpretata come una predizione storica, ma come una relazione funzionale tra il tasso del capitale utile ed il tasso di profitto. Avrebbe potuto chiamarsi tanto " la legge dell'abbassamento tendenziale del tasso di profitto" che " la legge del rialzo tendenziale del tasso di sfruttamento", e, nei fatti, però fu la seconda tendenza che prevalse.
Nella terza parte del suo libro, Moszkowska applica questi conclusioni alla teoria delle crisi, ripudiando il modello del tasso di profitto contenuto nel volume III del Capitale ed opponendosi anche all'idea secondo la quale le sproporzionalità tra i differenti rami della produzione sarebbero all'origine del ciclo economico. Se c'è difatti una disproporzione fondamentale nell'economia capitalista, afferma che sarebbe nel campo della distribuzione. Una parte dei profitti eccessivi favorisce l'accumulazione eccessiva del capitale che provoca crisi di sottoconsumo, mentre se gli stipendi reali aumentano velocemente, al contrario della disoccupazione che diminuisce, l'abbassamento di redditività che ne risulterà metterà fine alla prosperità. Per Moszkowska, è il sottoconsumo sarebbe la spiegazione la più prevalente.

### Zur Kritik moderner Krisentheorien(1935)

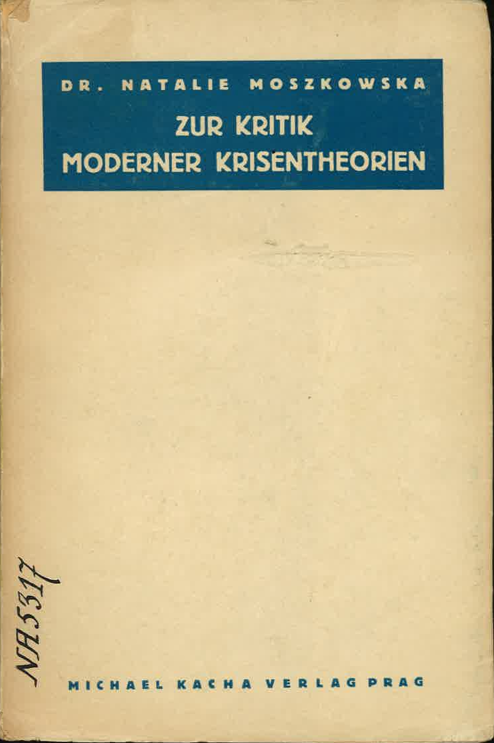
Copertina di Natalie Moszkowska (1935). Zur Kritik Moderner Krisentheorien.

Nel suo secondo lavoro, Zur Kritik moderner Krisentheorien (in italiano, critica delle teorie moderni delle crisi) pubblicato nel 1935, Natalie Moszkowska critica le teorie delle crisi di autori socialisti recenti, tedeschi ed austriaci, come Adolph Lowe, Emil Lederer, Henryk Grossmann, Otto Bauer e Gustav Landauer.
Nelle sue critiche, Moszkowska sostiene che è necessario che gli stipendi seguano la crescita della produttività del lavoro, vorrebbe dire che la parte degli stipendi resta costante, affinché l'equilibrio macroeconomico si mantenga. Ritorna anche sul progresso tecnico, argomento già sviluppato nel suo precedente libro, per affermare con convinzione che è il sinonimo del rialzo del tasso di profitto. Il suo testo rievoca anche il periodo di depressione, evento in tutte le menti nel momento in cui scrive, dove il valore aggiunto dovrebbe aumentare ancora più rapidamente a causa della disparità nell'adeguamento dei prezzi: gli stipendi monetari ed i prezzi delle materie prime crollano più rapidamente dei prezzi dei beni manifatturati.

In questo secondo libro, Natalie Moszkowska si inserisce pienamente nella teoria del sottoconsumo di cui si serve per spiegare la decadenza del capitalismo :
" Se il fossato tra la produzione e il consumo si allarga al di là di un certo punto e se la mancanza di consumazione raggiunge una certa ampiezza, l'impoverimento, da relativo, diventa assoluto. La produzione decresce, gli operai si ritrovano sul lastrico. Se il capitalismo classico è stato caratterizzato da un impoverimento relativo, il capitalismo moderno è dunque responsabile d’un impoverimento assoluto. E questo impoverimento assoluto, insopportabile a lungo andare, è la causa del declino del capitalismo. "
La Grande depressione del 1930 ne è la prova concreta per Natalie Moszkowska.
Questo secondo libro segna une svolta nel suo modo di pensare e tutto porta a credere che anticipa l'avvento vicino di una crisi permanente del capitalismo, a causa dello scarto crescente tra consumazione e produzione..

### Zur Dynamik des Spätkapitalismus(1943)

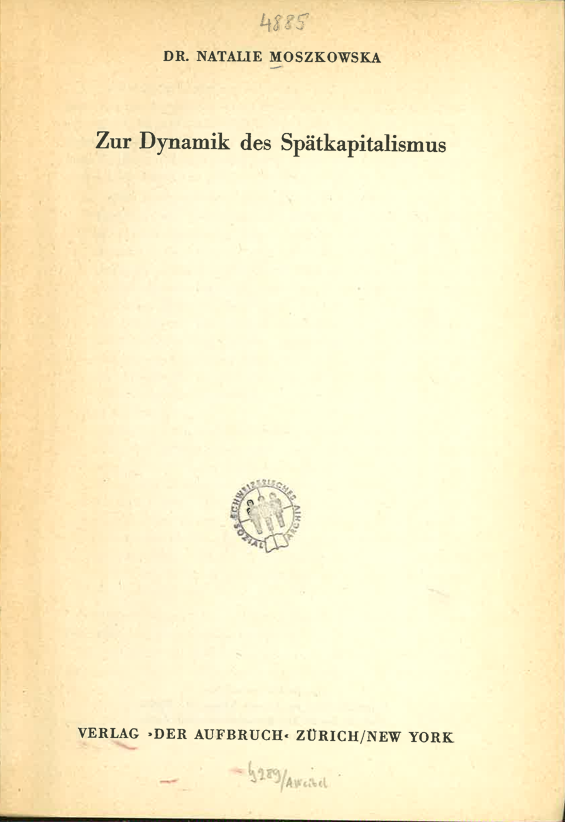
Pagina di frontespizio di Natalie Moszkowska (1943). Zur Dynamik des Spätkapitalismus.

Nel suo terzo libro, Zur Dynamik des Spätkapitalismus, in italiano, la dinamica del capitalismo tardivo, Natalie Moszkowska prosegue la sua critica della caduta tendenziale del saggio di profitto, riprendendo le due teorie della crisi; la sotto-accumulazione e la sopra-accumulazione. La sotto-accumulazione è secondo lei compatibile con la teoria contemporanea dei cicli e con l'analisi del volume III del Capitale di Marx, come legge " naturale" o " eterna" del capitalismo. Secondo Moszkowska, l'economia politica marxista dovrebbe concentrarsi sulle leggi "sociali" e "storiche", come la sopra-accumulazione che è solamente un altro nome per il sottoconsumo.
Moszkowska prosegue con un'analisi del problema dello spreco che è solamente un modo di colmare il fossato tra la produzione della società e il suo consumo, via una sprecata utilizzazione delle risorse, a causa particolarmente dei controlli all'importazione o di dumping delle esportazioni, e soprattutto delle spese di armamento così come i costi economici e sociali enormi della guerra. Ne conclude che il liberismo borghese ed il riformismo della socialdemocrazia non sono più sostenibili, e che le uniche alternative al socialismo sono oramai il fascismo, l'imperialismo, e la guerra.

## Lista delle pubblicazioni

### Lavori
- Moszkowska, N. (1917). Arbeiterkassen an den privaten Berg- und Hüttenwerken im Königreich Polen: ein Beitrag zur Geschichte der Wohlfahrtseinrichtungen der Arbeitgeber. Stuttgart: Dietz Nachf. (Pubblicazione della sua tesi di dottorato nel 1914).
- Moszkowska, N. (1929). Das Marxsche System: ein Beitrag zu dessen Ausbau. Berlin: Engelmann, H. R.
- Moszkowska, N. (1935). Zur Kritik moderner Krisentheorien. Prag:  Neuen Weltbühne.
- Moszkowska, N. (1943). Zur Dynamik des Spätkapitalismus. Zürich: Der Aufbruch.

### Selezione d'articoli
- Moszkowska, N. (1933). Kapitalnot oder Absatznot?. Rote Revue: sozialistische Monatsschrift, 31: 308-312.
- Moszkowska, N. (1938). Zum Problem der Wert- und Preisrechnung - eine Erwiderung [betr. Emil J. Walter]
- Moszkowska, N., Brügel, J.W. (1951). Kapitalismus nach den Weltkriegen. Rote Revue: sozialistische Monatsschrift, 30: 461-466.
- Thürig, W., Moszkowska, N. (1952). Der alte und der neue Faschismus. Rote Revue: sozialistische Monatsschrift, 31: 14-20.
- Brügel, J.W., Moszkowska, N. (1952). Wer hat den Kapitalismus gerettet? Rote Revue: sozialistische Monatsschrift, 12: 76-83, 288.
- Moszkowska, N. (1952). Das kapitalistische Endstadium. Rote Revue: sozialistische Monatsschrift, 31: 145-154.
- Miville, C., Moszkowska, N., V.G. (1952). Wer treibt zum Krieg? Rote Revue: sozialistische Monatsschrift, 31: 245-250.
- Moszkowska, N. (1952). Oekonomische und politische Auswirkungen der Rüstungen. Arbeit und Wirtschaft, Vienna, 6.Jg./Nr. 3
- Moszkowska, N., Zajfert, T., Bührer, J. (1954). Kleinhaltung des Massenkonsums und wirtschaftliche Entwicklung. Rote Revue: sozialistische Monatsschrift, 33: 116-123, 137-140, 165-168.
- Moszkowska, N. (1955). Hemmnisse der demokratischen Entwicklung. Der öffentliche VPOD-Dienst, 48.
- Moszkowska, N. (1955). Kreditinflation und Teuerung. Rote Revue, 34: 30-39.
- Moszkowska, N. (1958). Kapitalistische Wirtschaftswunder, Gewerkschaftliche Monatshefte, 9(4): 224-228.
- Moszkowska, N. (1959). Das Krisenproblem bei Marx und Keynes. Schmollers Jahrbuch für Gesetzgebung, Verwaltung und Volkswirtschaft, 79(6): 665-701.
- Moszkowska, N. (1960). Erwartung und Wirklichkeit, Periodikum für Wissenschaftlichen Sozialismus, 16: 5-16.
- Moszkowska, N. (1963). Wandlung der Methode und des Erkenntnisobjektes der Nationalökonomie. Schmollers Jahrbuch für Gesetzgebung, Verwaltung und Volkswirtschaft, 83(3): 269-293.
- Moszkowska, N. (1965). Methodologischer Subjektivismus in der Nationalökonomie. Schmollers Jahrbuch für Gesetzgebung, Verwaltung und Volkswirtschaft, 85: 513-524.

### Archivi
Gli archivi di Natalie Moszkowska si trovano agli Archivi sociali svizzeri a Zurigo, (Class: Ar121), dove si trovano numerosi dattiloscritti annotati (siano articoli che lavori pubblicati o no) così come alcune lettere e inserti pubblicitari per la promozione dei suoi lavori. Altri documenti che riguardano Natalie Moszkowska sono conservati negli archivi del partito socialista svizzero che si trovano nella stessa istituzione (Class: Ar1).